# Eparchia di Černjachovsk

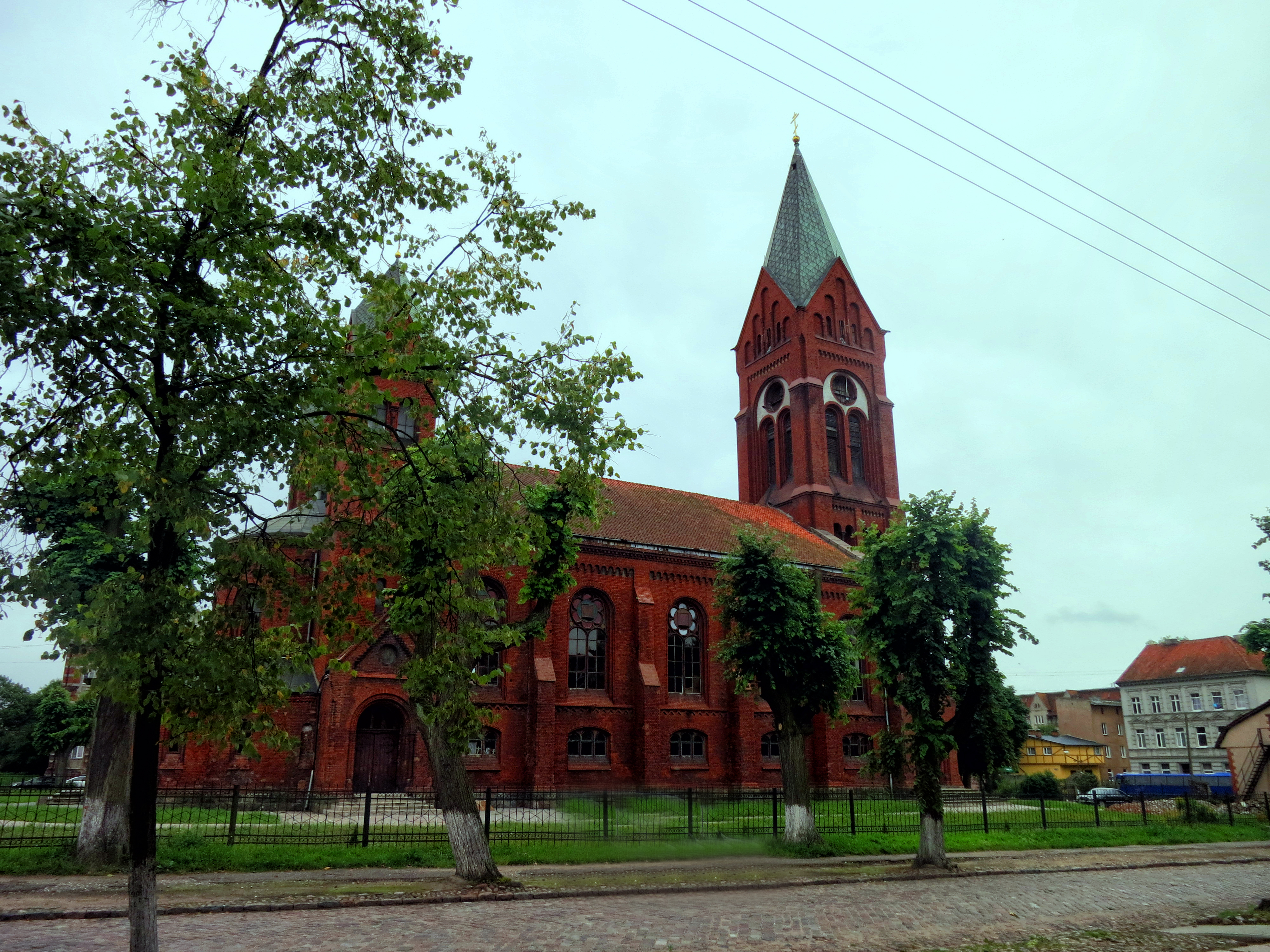
La cattedrale della Risurrezione di Nerčinsk.

L'eparchia di Černjachovsk (in russo Черняховская епархия?) è una diocesi della Chiesa ortodossa russa, appartenente alla metropolia di Kaliningrad.

## Territorio
L'eparchia comprende i rajon Gvardejskij, Gusevskij, Krasnoznamenskij, Nemanskij, Nesterovskij, Ozërskij, Polesskij, Pravdinskij, Slavskij, Černjachovskij e la città di Sovetsk nella oblast' di Kaliningrad nel circondario federale nordoccidentale.
Sede eparchiale è la città di Černjachovsk, dove si trova la cattedrale dell'Arcangelo Michele.
L'eparca ha il titolo ufficiale di «eparca di Černjachovsk e Slavsk».

## Storia
L'eparchia di Černjachovsk è stata eretta dal Santo Sinodo della Chiesa ortodossa russa il 21 ottobre 2016, ricavandone il territorio dall'eparchia di Kaliningrad.